# Tyla (album)
A Tyla Tyla dél-afrikai énekes debütáló stúdióalbuma, ami 2024. március 22-én jelent meg a Fax és az Epic Records kiadókon keresztül. Kihasználva nemzetközi sikerét a Water című kislemezével, az albumon közreműködött Kelvin Momo, Tems, Gunna, Skillibeng, Becky G és Travis Scott. Stílusát tekintve keveri az amapiano, a pop, az afrobeats és a kortárs R&B elemeit.
A lemezt két és fél év alatt vették fel, hét különböző országban és az Epic Records arra fókuszált, hogy az énekesnek minél több stúdiótapasztalatot adjon. A lemez dalszövegeinek nagy részének írását és produceri munkát főleg az énekes, illetve Ari PenSmith, Mocha Bands, Believve és Sammy SoSo végezte, akiket Tyla a „Fantasztikus Négyes” névvel illetett. A Water, a Truth or Dare és az Art voltak a Tyla kislemezei, majd az énekes bejelentette első turnéját, Tyla Tour néven, aminek észak-amerikai koncertjeit később egy sérülés miatt lemondta.
Az albumot méltatták a kritikusok, sokan kiemelték a használt stílusok sokszínűségét. Nemzetközileg is viszonylag sikeres volt kereskedelmileg, 24. volt a Billboard 200-on és az első húsz helyen nyitott az Egyesült Királyságban, Hollandiában, Norvégiában, Svájcban és Új-Zélandon.

## Háttér
Nem sokkal az után, hogy 2019-ben befejezte a középiskolát, Tyla kiadta Getting Late című kislemezét, Kooldrink közreműködésével, ami sikeres lett Dél-Afrikában és felkeltette az Epic Records érdeklődését. 2021-ben írt alá a kiadóval, majd életében először elhagyta szülőországát, hogy elkezdjen dalokat írni Dubajban, ahol a kiadó szervezett neki egy írótábort. A következő két és fél évben több országban is szerzett zenét, mint Ghána, Nigéria, Tanzánia, Dél-Afrika, Jamaica, az Egyesült Államok és Egyesült Királyság, azzal a céllal, hogy minél több stúdiótapasztalatot szerezzen és felvegye debütáló lemezét. Ebben az időszakban találkozott Ari PenSmith, Mocha Bands, Believve és Sammy SoSo négyesével, akikkel később nagyon sokat dolgozott együtt a Tyla készítése során és a „Fantasztikus Négyes” névvel illetett.
Az albumról megjelenése előtt Tyla azt nyilatkozta, hogy sokat kísérletezett rajta. A Capital Xtrának azt mondta 2023 októberében, hogy több, mint két éve kezdett el dolgozni a lemezen és főleg popiano lesz, ami az amapiano és a pop műfajainak keveréke. Az album egy részét Portlandben, Jamaicán vették fel. Az album megjelenését 2023. november 30-án jelentette be és 2024. március 22-én jelent meg.

## Népszerűsítés
Az album népszerűsítéséért Tyla elkezdett előadni dalokat a lemezről, először a The Voice huszonnegyedik évadjának utolsó epizódjában lépett fel, 2023 decemberében, majd a Dick Clark’s New Year’s Rockin’ Eve különkiadás műsorán. December 5-én az énekes bejelentette első turnéját, Tyla Tour néven, ami 2024. március 21-én kezdődött volna Oslóban és 2024. május 28-án ért volna véget Minneapolisban. Később részben lemondásra került az énekes egy sérülése miatt. Az európai koncerteket elhalasztotta.

## Kereskedelmi teljesítménye
A Tyla 24. helyen debütált a Billboard 200-on, 24 ezer eladott példánnyal, a lista történetének legsikeresebb afrikai női szólóelőadó által kiadott albuma lett.

## Számlista
| Tyla  | Tyla                             | Tyla | Tyla                                                                             | Tyla  | Tyla | Tyla | Tyla | Tyla | Tyla |
|       | Cím                              | Szerző(k)                                                                                                  | Producer(ek)                                                                     | Hossz |      |      |      |      |      |
| ----- | -------------------------------- | --- | -------------------------------------------------------------------------------- | ----- | ---- | ---- | ---- | ---- | ---- |
| 1.    | Intro (Kelvin Momóval)           | Tyla Seethal Mbali Kanyisile Makanya Kelvin Momo                                                           | Momo                                                                             | 0:41  |      |      |      |      |      |
| 2.    | Safer                            | Seethal Tricky Stewart Ariowa Irosogie Samuel Awuku Corey Marlon Lindsay-Keay Chaniva Francis Imani Lewis  | Sammy Soso [ a ] Ceebeaats Mocha [ b ] Believve [ b ] Ari PenSmith [ b ]         | 2:39  |      |      |      |      |      |
| 3.    | Water                            | Seethal Irosogie Lewis Lindsay-Keay Awuku Stewart Raján el-Husszein Gúfar Olmo Zucca Jackson Paul LoMastro | Soso [ a ] Rayo Believve [ b ] Ebenezer Maxwell [ b ]                            | 3:20  |      |      |      |      |      |
| 4.    | Truth or Dare                    | Seethal Irosogie Lindsay-Keay Lewis Jamal Europe Awuku                                                     | Soso [ a ] Believve [ a ] Ari PenSmith [ b ] Mocha [ b ]                         | 3:10  |      |      |      |      |      |
| 5.    | No. 1 (Tems közreműködésével)    | Seethal Alexander Lustig Irosogie Europe Joel Mason Tanner Awuku Temilade Openiyi                          | Soso [ a ] Lustig [ a ] PenSmith [ b ] Oscar Cornejo [ b ] Tems [ b ] Tyla [ b ] | 2:27  |      |      |      |      |      |
| 6.    | Breathe Me                       | Seethal Irosogie Lindsay-Keay Lewis Europe Goufar Awuku                                                    | Soso [ a ] Goufar PenSmith [ b ] Believve [ b ] Mocha [ b ]                      | 3:21  |      |      |      |      |      |
| 7.    | Butterflies                      | PenSmith Marcus Semaj Nolan Lambroza                                                                       | Sir Nolan                                                                        | 2:42  |      |      |      |      |      |
| 8.    | On and On                        | Seethal Lindsay-Keay                                                                                       | Believve [ a ] Maxwell [ b ]                                                     | 2:47  |      |      |      |      |      |
| 9.    | Jump (Gunnával és Skillibenggel) | Seethal Irosogie Lindsay-Keay Emwah Warmington Lewis Awuku Sergio Kitchens                                 | Soso [ a ] PenSmith [ b ] Believve [ b ] Mocha [ b ]                             | 2:27  |      |      |      |      |      |
| 10.   | Art                              | Seethal Irosogie Lindsay-Keay Lewis James Mwanza Awuku                                                     | Soso [ a ] PenSmith [ b ] Believve [ b ] Mocha [ b ] Cornejo [ b ]               | 2:29  |      |      |      |      |      |
| 11.   | On My Body (Becky G-vel)         | Seethal Amia Brave Irosogie Lindsay-Keay Lewis Rebbeca Marie Gomez Richard Isong Awuku                     | P2J Soso [ a ] PenSmith [ b ] Believve [ b ] Mocha [ b ] Cornejo [ b ]           | 2:38  |      |      |      |      |      |
| 12.   | Priorities                       | Seethal Irosogie Lindsay-Keay Gaetan Judd Lewis Awuku                                                      | Soso [ a ] PenSmith [ b ] Believve [ b ] Mocha [ b ] Cornejo [ b ]               | 3:15  |      |      |      |      |      |
| 13.   | To Last                          | Seethal Christer Kobedi Luyanda Ngcatsha Ndumiso Manana                                                    | Christer LuuDadeejay Manana Maxwell [ b ] Cornejo [ b ]                          | 2:56  |      |      |      |      |      |
| 14.   | Water (remix; Travis Scottal)    | Seethal Irosogie Lewis Lindsay-Keay Travis Scott Douglas Ford Lewis LoMastro Zucca Goufar Awuku Stewart    | Soso                                                                             | 3:20  |      |      |      |      |      |
| 38:12 |                                  | |                                                                                  |       |      |      |      |      |      |

Jegyzetek
1. 1 2 3 4 5 6 7 8 9 10 11 12  Fő és vokálproducer
2. 1 2 3 4 5 6 7 8 9 10 11 12 13 14 15 16 17 18 19 20 21 22 23 24 25 26 27 28 29 30 31 32  Énekhangproducer

## Közreműködők
| Zenészek - Tyla – éneklés (összes), háttérénekes (5, 7–12) - Kelvin Momo – vokál (1) - Sammy Soso – basszus, programozás (3, 14); háttérénekes (9–11) - Olmo Zucca – basszus (3) - Jack LoMastro – billentyűk (3) - Adenine Zen – kórus (4) - Greg Dwight – kórus (4) - Ivie Ideh – kórus (4) - Mari Songs – kórus (4) - PJ Greaves – kórus (4) - Paula – kórus (4) - Shanice Steele – kórus (4) - Sincerely Wilson – kórus (4) - Ari PenSmith – háttérénekes (5, 7, 9–12) - Tems – vokál, háttérénekes (5) - Jamal Europe – gitár (6) - Nadia – hegedű (6) - Believve – háttérénekes (8–11) - Mocha – háttérénekes (9–11) - Gunna – vokál (9) - Skillibeng – vokál (9) - James Mwanza – billentyűk (10) - Becky G – vokál (11) - Gaetan Judd – gitár (12) - Travis Scott – vokál (14) | Utómunka - Colin Leonard – maszterelés - Oscar Cornejo – keverés (1), hangmérnök (5, 10–14) - Leandro Higaldo – keverés (2–6, 8–14) - Serge Courtois – keverés (7) - Kelvin Momo – hangmérnök (1) - Richard Ledesma – hangmérnök (2, 3, 14) - Charlie Rolfe – hangmérnök (2, 4, 5, 9) - Sammy Soso – hangmérnök, hangszerelés (3, 14) - Ebenezer Maxwell – hangmérnök (3, 14) - Jeremy Tomlinson – hangmérnök (7) - Sir Nolan – hangmérnök (7) - Believve – hangmérnök, hangszerelés (8) - Florian Ongonga – hangmérnök (9) - Aidan Duncan – asszisztens hangmérnök (2–5, 7–) - Timothy Ishejamaica Kahwa – asszisztens hangmérnök (10, 11) |

## Slágerlista
| Slágerlista (2024)                           | Legmagasabb pozíció |
| -------------------------------------------- | ------------------- |
| Ausztrália (ARIA Albums)                     | 62                  |
| Ausztrália (ARIA Hip Hop/R&B Albums)         | 16                  |
| Ausztria (Ö3 Austria Top 40)                 | 48                  |
| Belgium (Ultratop Flandria)                  | 49                  |
| Belgium (Ultratop Vallónia)                  | 44                  |
| Egyesült Királyság (UK Albums Chart)         | 19                  |
| Egyesült Királyság (UK R&B Albums)           | 1                   |
| Egyesült Királyság (Scottish Albums)         | 72                  |
| Franciaország (SNEP Album Top 100)           | 31                  |
| Hollandia (Dutch Charts Album Top 100)       | 11                  |
| Írország (IRMA Top 100 Artist Album)         | 59                  |
| Japán (Digital Albums)                       | 36                  |
| Japán (Billboard Japan Download Albums)      | 26                  |
| Kanada (Billboard Canadian Albums Chart)     | 26                  |
| Litvánia (AGATA)                             | 37                  |
| Németország (Offizielle Top 100)             | 86                  |
| Nigéria (TurnTable)                          | 25                  |
| Norvégia (VG-lista Album Top 40)             | 19                  |
| Portugália (AFP Top 30 Albums)               | 23                  |
| Svájc (Schweizer Hitparade Top 100 Albums)   | 12                  |
| Svédország (Sverigetopplistan Top 60 Albums) | 57                  |
| USA Billboard 200                            | 24                  |
| USA Top R&B/Hip-Hop Albums (Billboard)       | 8                   |
| USA World Albums (Billboard)                 | 1                   |
| Új-Zéland (Recorded Music NZ Top 40 Albums)  | 16                  |

## Kiadások
| Régió              | Dátum             | Formátum(ok)                              | Kiadó         | For.   |
| ------------------ | ----------------- | ----------------------------------------- | ------------- | ------ |
| Világszerte        | 2024. március 22. | CD digitális letöltés streaming hanglemez | Fax Epic      | [ 43 ] |
| Egyesült Királyság | 2024. március 22. | CD digitális letöltés streaming hanglemez | Since ’93 RCA | [ 44 ] |

## Fordítás
Ez a szócikk részben vagy egészben  a   Tyla (album) című angol Wikipédia-szócikk ezen változatának fordításán alapul.  Az eredeti cikk szerkesztőit annak laptörténete sorolja fel. Ez a jelzés csupán a megfogalmazás eredetét és a szerzői jogokat jelzi, nem szolgál a cikkben szereplő információk forrásmegjelöléseként.